# Meldal
Meldal är en tätort och kyrkby i Orklands kommun i Trøndelag fylke i Norge. Orten ligger vid älven Orkla, där fylkesväg 700 och fylkesväg 701 möts. Här finns Meldals kyrka.
Orten utgjorde tidigare centralort i dåvarande Meldals kommun.